# 太延
太延（435年正月-440年六月）是北魏太武帝拓跋燾的年號，歷時5年餘。北凉政权曾以與太延諧音的太緣作爲年號。

## 紀年
| 太延 | 元年  | 二年  | 三年  | 四年  | 五年  | 六年  |
| ---- | ----- | ----- | ----- | ----- | ----- | ----- |
| 公元 | 435年 | 436年 | 437年 | 438年 | 439年 | 440年 |
| 干支 | 乙亥  | 丙子  | 丁丑  | 戊寅  | 己卯  | 庚辰  |

## 參看
- 中国年号索引
- 同期存在的其他政权年号
  - 元嘉（424年八月—453年十二月）：南朝宋皇帝宋文帝刘义隆的年号
  - 泰始（432年正月-437年四月）：南朝時益州領導趙廣、程道養年号
  - 建義（436年三月-442年五月）：仇池政权楊難當年号
  - 太興（431年正月-436年五月）：北燕政权冯弘年号
  - 承和（433年四月-439年九月）：北凉政权沮渠牧犍年号
  - 建平：與北凉和高昌政权有關年号
  - 太緣：與北凉政权有關年号